# 小行星22827
小行星22827（22827 Arvernia）是一颗绕太阳运转的小行星，为主小行星带小行星。该小行星于1999年9月19日发现。

## 轨道参数
小行星22827的轨道半长轴为347 458 641 km，2.3225845 UA，离心率为0.139。